# Carbonier (navă)
Carbonierul este un tip de navă cargou vrachier pentru transportul cărbunelui. Cărbunii transportați sunt naturali (huilă, antracit, lignit) sau artificiali (cocs, mangal).
Pe timpul transportului cărbunelui sunt luate în considerare unele pericole care pot apărea:
- apariția înghețului pe timp de iarnă care poate produce presiuni suplimentare pe pereții compartimentelor de depozitare
- emanațiile gazului grizu care ridică temperatura din magazii
- autoaprinderea cărbunilor

Carbonierele posedă unele caracteristici specifice cum ar fi:
- pereți despărțitori etanși pentru preîntâmpinarea răspândirii gazelor
- instalații de stins incendiul de mare capacitate
- unele tipuri sunt dotate și cu instalații proprii de încărcare-descărcare (bigi, macarale, sisteme în flux continuu).

Carbonierele fără instalații de încărcare-descărcare sunt de mare tonaj și fac de regulă numai curse între porturile terminale.
Încărcarea și descărcarea precum și transportul căbunelui în și din depozitele portuare se face cu ajutorul utilajelor cu acțiune ciclică (macarale, poduri rulante, benzi transportoare, excavatoare etc), sau cu instalații care lucrează în flux continuu.